# Parc aux Bambous
Le Parc aux Bambous est un jardin botanique thématique, consacré aux bambous, situé au hameau de Broques, sur le territoire de la commune de Lapenne, dans le département français de l'Ariège.
Fondé en 2001 et labellisé Jardin remarquable depuis 2006, le parc s'étend sur 5 ha, le long de l'Hers Vif.
Outre 200 variétés de bambous, il comprend un labyrinthe, un verger, un restaurant...